# Szkieletor
Szkieletor je neoficiální název 94metrové nedokončené výškové budovy v Krakově, která původně měla sloužit jako sídlo Hlavní technické organizace (polsky Naczelna Organizacja Techniczna). Výstavba začala v roce 1975, v roce 1981 byla z ekonomických důvodů zastavená. V posledních letech několik investorů projevilo zájem o budovu, odradila je však ale složitá situace s pozemky, na kterých stojí a také vysoká cena její případné demolice nebo dostavby.